# Gytha von Wessex
Gytha von Wessex (Altenglisch: Gȳð, auch bekannt als Gyda Haraldsdatter), * vor 1066; † 10. März 1098 oder 7. Mai 1107, war eine Tochter von Harald II., dem letzten angelsächsischen König von England, und seiner Lebensgefährtin Edith Swanneck und durch Heirat mit Wladimir II. eine Fürstin der Kiewer Rus und Mitglied des Fürstengeschlechts der Rurikiden.
Saxo Grammaticus zufolge entkamen Gytha und zwei ihrer Brüder zunächst zu ihren Verwandten nach Flandern, und dann zum Hof ihres Onkels, König Sven Estridsson von Dänemark. Die beiden Brüder wurden gastfreundlich aufgenommen. Gytha wurde um 1070 mit dem ruthenischen Fürsten Wladimir Wsewolodowitsch Monomach verheiratet, einem der bekanntesten Herrscher der Kiewer Rus.
Gytha war die Mutter von Mstislaw dem Großen, dem letzten Herrscher der vereinigten Kiewer Rus. In der altnordischen Literatur ist Mstislaw nach seinem Großvater Harald benannt.
Über ihr Todesdatum gibt es zwei unterschiedliche Angaben. Laut einer Inschrift in der Kirche St. Pantaleon in Köln starb „Gytha die Königin“ am 10. März 1098 als Nonne. Zu dieser Zeit soll ein Gottesdienst zum Gedenken an die Zeit, die sie in Flandern verbrachte, für sie stattgefunden haben. Sie soll während des Ersten Kreuzzugs Gottfried von Bouillon begleitet haben, um eine Pilgerreise ins Heilige Land zu unternehmen und dort gestorben sein. Außerdem hat Wladimir II. ein Jahr später eine andere Frau namens Eufimia geheiratet. Andererseits wird sie mit der in der Nestorchronik erwähnten unbenannten Ehefrau von Wladimir II. gleichgesetzt, die am 7. Mai 1107 in Smolensk gestorben sein soll.

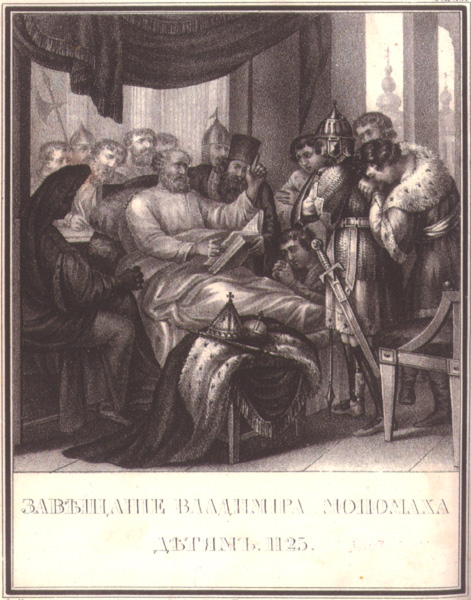
Testament von Wladimir Monomach an seine Kinder, 1125 (Lithografie aus dem Jahr 1836)

## Kinder
Ihre Kinder waren:
1. Mstislaw der Große (1076–1132)
2. Izjaslaw Wladimirowitsch, Fürst von Kursk († 6. September 1096)
3. Svjatoslaw Wladimirowitsch, Fürst von Smolensk und Perejaslaw († 16. März 1114)
4. Jaropolk II. von Kiew (* 1082; † 18. Februar 1139)
5. Wyscheslaw I. von Kiew († 2. Februar 1154)